# Chipiu de Bolivie
Poospiza boliviana
Espèce
Statut de conservation UICN

 LC  : Préoccupation mineure
Le Chipiu de Bolivie (Poospiza boliviana) est une espèce de passereau appartenant à la famille des Thraupidae.

## Répartition
On le trouve en Bolivie et en Argentine.

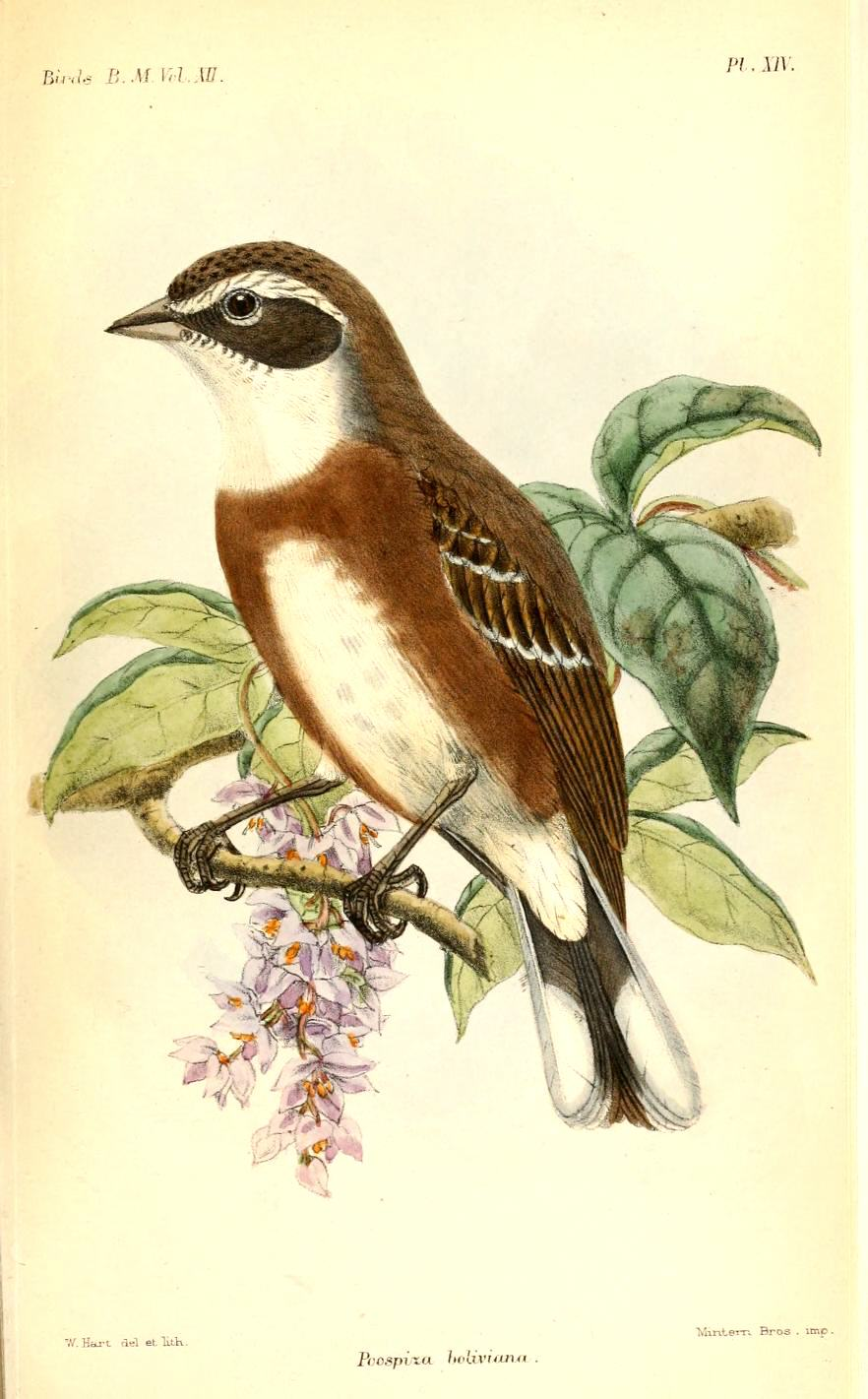